# David Carpanini
David Lawrence Carpanini, né en 1946, est un peintre, enseignant et graveur aquafortiste britannique.

## Biographie
D'origine à la fois italienne et galloise, David Carpanini est né dans la vallée de l'Afan dans le comté de Glamorgan au pays de Galles en 1946. Il est le fils de Lawrence Carpanini et de Gwenllian (née Thomas). Il fait ses études à la Glan Afan Grammar School de Port Talbot. Il poursuit ses études en arts au Gloucestershire College of Art, puis entre au Royal College of Art et à l'université de Reading. En 1969 il remporte le prix annuel de gravure décerné par le comité britannique inter-écoles et devient enseignant en arts plastiques à la Kingham Hill School de 1972 à décembre 1978, puis à la Oundle School de 1979 à 1986. Il est ensuite nommé à la tête du département des arts et du design à l'université de Wolverhampton, et obtient son statut de professeur une fois son diplôme universitaire acquis en 1992, poste qu'il conserve jusqu'en 2000. Il expose régulièrement à la Royal Academy of Arts, mais aussi dans tout le Royaume-Uni et à l'étranger.
Les productions de Carpanini se composent de dessins, huiles sur toile, eaux-fortes — qu'il tire lui-même — et révèlent un univers graphique inspiré par la nature, les paysages industriels, et les habitants (mineurs, familles, enfants) du sud du pays de Galles, le pays de son enfance. Il signe ses toiles « David L. Carpanini ».
Il expose principalement à Londres à la Piccadilly Gallery, au New Arts Centre et à la Bankside Gallery. Ses expositions personnelles se sont tenues au Welsh Arts Council, durant le Warwick Arts Festival (1986), à la Mostyn Gallery (1988), la Rhondda Heritage Gallery (1989 et 1994), au Walsall Museum (1989) et au St David's Hall (Cardiff, 1999), entre autres.
David Carpanini est marié avec l'aquarelliste Jane Carpanini (né en 1949) ; ils vivents à Leamington Spa.

## Nominations
En 1979, il est élu membre associé de la Royal Society of Painter-Etchers and Engravers (ARE) puis membre de plein droit en 1982 (RE) ; en 1983, il est membre de la Royal West of England Academy (RWA) ; en 1976, il rejoint la Royal Society of British Artists puis le New English Art Club en 1983 ; en 1992, il est élu membre du Royal College of Art ; en 1996, il est membre honoraire de la Royal Watercolour Society, puis en 2000, de la Royal Birmingham Society of Artists.

## Conservation
Ses toiles se trouvent dans les collections des établissements britanniques suivants : la Royal Academy, le musée national du pays de Galles à Cardiff, la bibliothèque nationale du pays de Galles à Aberystwyth, le musée de Newport, la British National Oil Corporation, l'université de Swansea, au Rhondda Heritage Park (en), au Welsh Mining Museum, à la British Steel, au Royal College of Art, à l'université de Bangor, au Fitzwilliam Museum de Cambridge, au Ashmolean Museum d'Oxford.
Son travail a fait l'objet de trois documentaires vidéos : Everyone - A Special Kind of Artist - David Carpanini (Channel 4, 1984) ; David Carpanini - Artist of Wales (HTV, 1987) ; A Word in Your Eye  (HTV, 1997).